# Lodewijk VI van de Palts
Lodewijk VI van de Palts (Simmern, 4 juli 1539 - Heidelberg, 22 oktober 1583) was van 1576 tot aan zijn dood keurvorst van de Palts. Hij behoorde tot de linie Palts-Simmern van het huis Wittelsbach.

## Levensloop
Lodewijk VI was de oudste zoon van keurvorst Frederik III van de Palts en Maria van Brandenburg-Kulmbach, dochter van markgraaf Casimir van Brandenburg-Kulmbach. Lodewijk werd door zijn moeder en aan het hof van markgraaf Filibert van Baden-Baden onderwezen volgens de lutherse leer. Om de Franse taal te leren ging hij in 1554 naar de Bourgondische Universiteit in Dole. Als presumptieve erfgenaam van het keurvorstendom van de Palts nam hij aan het hof van keurvorst Otto Hendrik van de Palts al deel aan de regeringsverantwoordelijkheden. Vanaf 1563 was hij stadhouder in de Opper-Palts.
In tegenstelling tot zijn vader Frederik III was Lodewijk VI geen aanhanger van het calvinisme, maar wel van het lutheranisme. In eigen naam en als mederegent van markgraaf Ernst Frederik van Baden-Durlach en markgraaf Jacob III van Baden-Hachberg was hij medeondertekenaar van de Concordiënformule (1577) en van het Concordiënboek (1580). Onder de invloed van zijn echtgenote kwam hij meer en meer in tegenstand tegen zijn vader, die Lodewijks jongere broer Johan Casimir voortrok. Het conflict tussen de twee broers kwam tot een hoogtepunt toen ze na de dood van hun vader ruzieden over de uitvoering van diens testament en werd uiteindelijk in 1578 bijgelegd.
Lodewijk VI voerde tijdens zijn bewind het lutheranisme door aan de Universiteit van Heidelberg, maar moest hiervoor enkele zuiveringsmaatregelen uitvoeren. De calvinistische theologen vonden bescherming bij zijn broer Johan Casimir en stichtten in Neustadt an der Weinstraße het Collegium Casimirianum. Bij de Keulse oorlog was Lodewijk VI de enige lutherse vorst die aan de zijde van de aartsbisschop van Keulen vocht. Bij de Lutherse reorganisatie van zijn landerijen voerde Lodewijk een nieuwe hoforde, een nieuwe politieorde en in 1582 een grote landorde door.
Van 1577 tot aan zijn dood maakte Lodewijk VI deel uit van de regentenraad die in naam van de minderjarige markgraaf Ernst Frederik het markgraafschap Baden-Durlach bestuurde. Lodewijk, die sinds 21-jarige leeftijd al borstlijdend was, stierf in 1583 op 44-jarige leeftijd en werd bijgezet in de Heilige Geestkerk van Heidelberg.

## Huwelijken en nakomelingen
Op 8 juli 1560 huwde Lodewijk in Marburg met Elisabeth van Hessen (1539-1582), dochter van landgraaf Filips I van Hessen. Ze kregen twaalf kinderen:
- Anna Maria (1561-1589), huwde in 1579 met de latere koning Karel IX van Zweden
- Elisabeth (1562-1562)
- Dorothea Elisabeth (1565-1565)
- Dorothea (1566-1568)
- Frederik Filips (1567-1567)
- Johan Frederik (1569-1569)
- Lodewijk (1570-1571)
- Catharina (1572-1586)
- Christina (1573-1619)
- Frederik IV (1574-1610), keurvorst van de Palts
- Filips (1575-1575)
- Elisabeth (1576-1577)

Na de dood van Elisabeth hertrouwde hij op 12 juli 1583 in Heidelberg met Anna (1562-1621), dochter van hertog Edzard II van Oost-Friesland. Het huwelijk, dat slechts enkele maanden duurde, bleef kinderloos.

## Voorouders
| Voorouders van Lodewijk VI van de Palts | Voorouders van Lodewijk VI van de Palts                                            | Voorouders van Lodewijk VI van de Palts                                            | Voorouders van Lodewijk VI van de Palts                                            | Voorouders van Lodewijk VI van de Palts                                            | Voorouders van Lodewijk VI van de Palts                                            | Voorouders van Lodewijk VI van de Palts                                            | Voorouders van Lodewijk VI van de Palts                                            | Voorouders van Lodewijk VI van de Palts                                            |
| --------------------------------------- | ---------------------------------------------------------------------------------- | ---------------------------------------------------------------------------------- | ---------------------------------------------------------------------------------- | ---------------------------------------------------------------------------------- | ---------------------------------------------------------------------------------- | ---------------------------------------------------------------------------------- | ---------------------------------------------------------------------------------- | ---------------------------------------------------------------------------------- |
| Overgrootouders                         | Johan I van Palts-Simmern (1459-1509) ∞ Johanna van Nassau-Saarbrücken (1464-1521) | Johan I van Palts-Simmern (1459-1509) ∞ Johanna van Nassau-Saarbrücken (1464-1521) | Christoffel I van Baden (1453-1527) ∞ Ottilia van Katzenelnbogen (1451-1517)       | Christoffel I van Baden (1453-1527) ∞ Ottilia van Katzenelnbogen (1451-1517)       | Frederik I van Brandenburg-Ansbach (1460-1536) ∞ Sophia van Polen (1464-1512)      | Frederik I van Brandenburg-Ansbach (1460-1536) ∞ Sophia van Polen (1464-1512)      | Albrecht IV van Beieren (1447-1508) ∞ Cunigonde van Oostenrijk (1465-1520)         | Albrecht IV van Beieren (1447-1508) ∞ Cunigonde van Oostenrijk (1465-1520)         |
| Grootouders                             | Johan II van Palts-Simmern (1492-1557) ∞ Beatrix van Baden (1492-1535)             | Johan II van Palts-Simmern (1492-1557) ∞ Beatrix van Baden (1492-1535)             | Johan II van Palts-Simmern (1492-1557) ∞ Beatrix van Baden (1492-1535)             | Johan II van Palts-Simmern (1492-1557) ∞ Beatrix van Baden (1492-1535)             | Casimir van Brandenburg-Kulmbach (1481-1527) ∞ Susanna van Beieren (1502-1543)     | Casimir van Brandenburg-Kulmbach (1481-1527) ∞ Susanna van Beieren (1502-1543)     | Casimir van Brandenburg-Kulmbach (1481-1527) ∞ Susanna van Beieren (1502-1543)     | Casimir van Brandenburg-Kulmbach (1481-1527) ∞ Susanna van Beieren (1502-1543)     |
| Ouders                                  | Frederik III van de Palts (1515-1576) ∞ Maria van Brandenburg-Kulmbach (1519-1567) | Frederik III van de Palts (1515-1576) ∞ Maria van Brandenburg-Kulmbach (1519-1567) | Frederik III van de Palts (1515-1576) ∞ Maria van Brandenburg-Kulmbach (1519-1567) | Frederik III van de Palts (1515-1576) ∞ Maria van Brandenburg-Kulmbach (1519-1567) | Frederik III van de Palts (1515-1576) ∞ Maria van Brandenburg-Kulmbach (1519-1567) | Frederik III van de Palts (1515-1576) ∞ Maria van Brandenburg-Kulmbach (1519-1567) | Frederik III van de Palts (1515-1576) ∞ Maria van Brandenburg-Kulmbach (1519-1567) | Frederik III van de Palts (1515-1576) ∞ Maria van Brandenburg-Kulmbach (1519-1567) |
| Lodewijk VI van de Palts (1539-1583)    |                                                                                    |                                                                                    |                                                                                    |                                                                                    |                                                                                    |                                                                                    |                                                                                    |                                                                                    |